# Função simples
Em matemática, sobretudo na teoria da medida, uma função simples é uma função mensurável que assume um conjunto finito de valores.
As funções simples são usadas como funções auxiliares na construção da integral de Lebesgue e na teoria de integração mais geral.

## Definição
Seja {\displaystyle \left(X,{\mathfrak {M}},\mu \right)} um espaço de medida, uma função {\displaystyle f:X\to \mathbb {R} } é dita simples se puder ser escrita na forma:
{\displaystyle f(x)=\sum _{k=1}^{n}\alpha _{k}\mathrm {X} _{E_{k}}(x)}
onde {\displaystyle E_{k}} são conjuntos mensuráveis e {\displaystyle \mathrm {X} _{E_{k}}(x)} é a função indicadora de {\displaystyle E_{k}} em X.

## Propriedades
- A soma, multiplicação por uma constante, bem como o produto de funções simples é novamente uma função simples.
- Se {\displaystyle f(x)\geq 0} é uma função mensurável, então existe uma seqüência não-decrescente de funções simples {\displaystyle f_{n}(x)} convergindo quase-sempre para {\displaystyle f(x)}